# Процесс Бергиуса

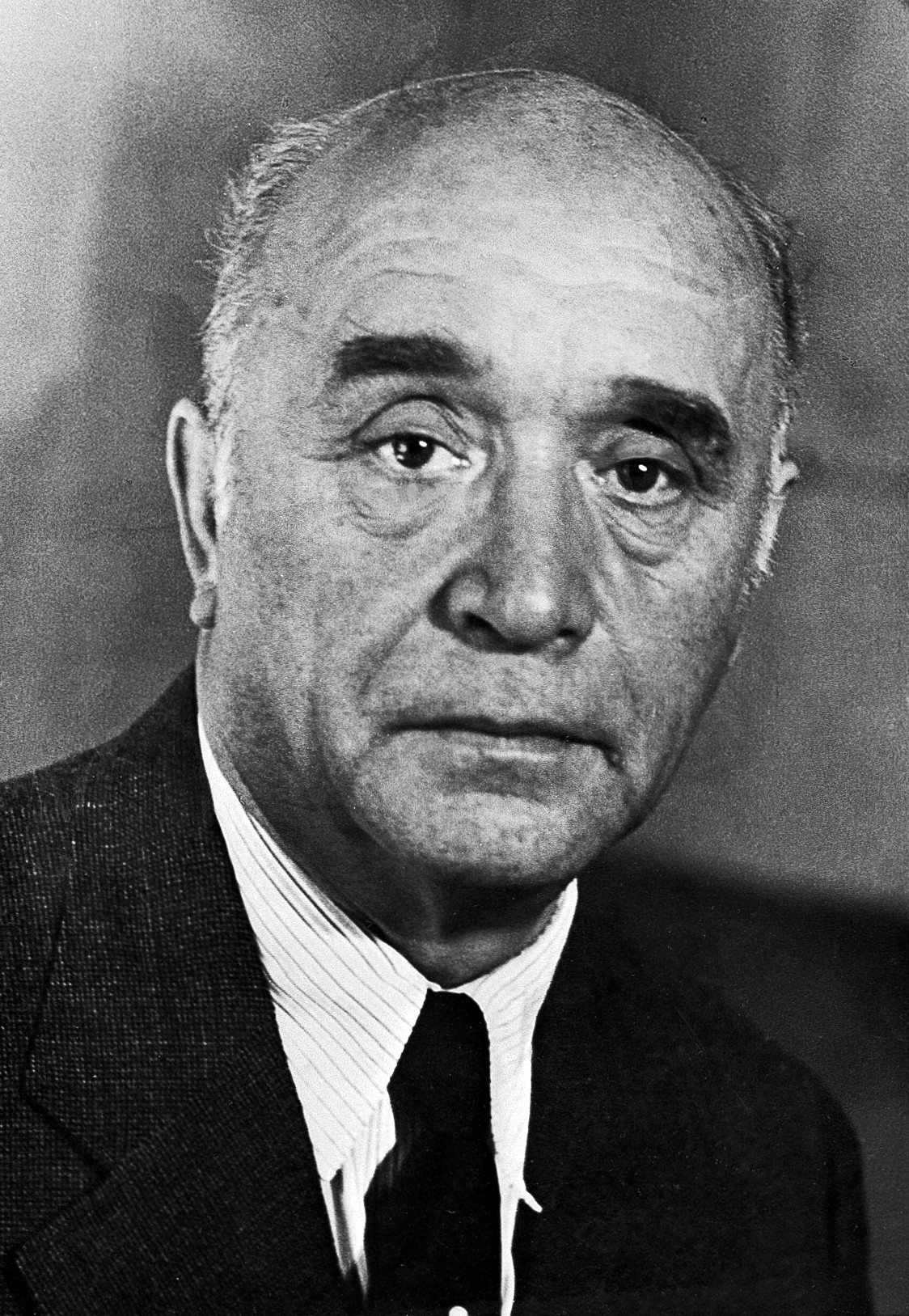
Фридрих Бергиус

Процесс Бергиуса (также процесс Бергиуса-Пьера) — способ производства жидких углеводородов, предназначенных для использования в качестве синтетического топлива путем гидрирования углерода при высоких температурe и давлении (Прямое сжижение угля). Другое сырье, такое как каменноугольная смола и битум, также может быть использовано в этом процессе. Впервые он был разработан Фридрихом Бергиусом в 1913 году, который позже получил Нобелевскую премию по химии (в 1931 году) совместно с Карлом Бошем за их общие заслуги в области открытия и разработки химических процессов высокого давления.

## История
В 1913 году Фридрих Бергиус разработал способ получения моторных жидких топлив путём насыщения водородом смеси, состоящей из измельчённого угля и смолообразных отходов производства кокса и генераторного газа под давлением выше 20 МПа (200 кгс/см2, 200 атм.) и температуре порядка 500 °C. Патент был приобретён у Бергиуса концерном «И. Г. Фарбениндустри», и применялся с использованием катализаторов. По этому способу нацистская Германия во время 2-й мировой войны получала значительное количество бензина.

## Процесс
Если в качестве сырья для процесса использовался уголь или лигнит, его тонко измельчали и сушили на первом этапе процесса. Сырье, добавки и катализаторы смешивают в суспензии с использованием густого масла, которое извлекают из процесса. Типичными добавками и катализаторами были такие вещества, как олово, хлор, оксид железа, сульфид натрия, коксовая пыль, сульфат железа и триоксид молибдена. Какие добавки и катализаторы использовались, зависело от сырья и рабочего давления на установке. Приготовленную суспензию перекачивали в жидкую фазу процесса.
Многочисленные катализаторы были разработаны в течение многих лет, в том числе сульфидов вольфрама или молибдена, олеиновая кислота из олова или никеля, и другиe. Альтернативно, возможно, что сульфиды железа, присутствующие в угле, имеют достаточную каталитическую активность для процесса, который был исходным процессом Бергиуса.

Блок-схема процесса Бергиуса

## Производство водорода

Схематический вид реактора Винклера для получения водорода.

Производство водорода, необходимого для процесса Бергиуса, осуществлялось путем газификации углерода в реакторе с кипящим слоем Винклера. Порошковый углерод (уголь) вдувается в реактор вместе с кислородом и водяным паром. В ряде экзотермических и эндотермических реакций углерод реагирует с кислородом и водой с образованием диоксида углерода и водорода. Сжигание углерода с кислородом образует окись углерода (реакция 1), которая дала энергию для эндотермического образования газообразного водорода (реакция 2). Угарный газ вступает в обратимую реакцию с углеродом и углекислым газом (реакция 3). В обратимой реакции монооксид углерода может реагировать с водой с образованием диоксида углерода и водорода (реакция 4).
{\displaystyle {\begin{array}{lrcll}{\text{(1)}}&\mathrm {2\ C\ +\ O_{2}} &\longrightarrow &\mathrm {2\ CO} \quad &\Delta H_{R}=\mathrm {-221\ {\frac {\text{кДж}}{\text{моль}}}} \\{\text{(2)}}&\mathrm {C\ +\ H_{2}O} &\longrightarrow &\mathrm {CO\ +\ H_{2}} \quad &\Delta H_{R}=\mathrm {+134\ {\frac {\text{кДж}}{\text{моль}}}} \\{\text{(3)}}&\mathrm {2\ CO} &\rightleftharpoons &\mathrm {C\ +\ CO_{2}} \quad &\Delta H_{R}=\mathrm {-172{,}5\ {\frac {\text{кДж}}{\text{моль}}}} \\{\text{(4)}}&\mathrm {CO\ +\ H_{2}O} &\rightleftharpoons &\mathrm {CO_{2}\ +\ H_{2}} \quad &\Delta H_{R}=\mathrm {-41{,}2\ {\frac {\text{кДж}}{\text{моль}}}} \\\hline &\mathrm {2\ C\ +\ 2\ H_{2}O\ +\ O_{2}} &\longrightarrow &\mathrm {2\ CO_{2}\ +\ 2\ H_{2}} \quad &\Delta H_{R}=\mathrm {-300{,}7\ {\frac {\text{кДж}}{\text{моль}}}} \end{array}}}

## Жидкая фаза

Диаграмма функции в жидкой фазе процесса Бергиуса

В жидкой фазе специальный поршневой насос увеличивал давление суспензии до рабочего давления в реакторе, обычно от 200 до 700 бар. Суспензию смешивали с водородом и газом полученным из самого процесса. Смесь пропускали через серию из двух-четырех теплообменников, где синтетическая сырая нефть из конечной стадии процесса нагревала смесь в котле, и, наконец, смесь нагревали до температуры процесса то есть между 460 и 485 ° С. Нагретую смесь подавали в серию из трех или четырех химических реакторов, где длинные углеводородные цепи сырья разделяются на более короткие цепи путем гидрирования. В результате получается синтетическая сырая нефть, содержащая горючий газ, водяной газ, дизельное топливо и вакуумный газойль . Когда реакция в реакторе является экзотермической, распределение температуры в реакторе контролировали путем закачки рециркулируемого газа. После процесса в реакторе остатки гидрирования, непрореагировавшее сырье, твердые частицы, кокс и тяжелый вакуумный газойль были отделены от газообразной синтетической сырой нефти. Остатки гидрирования были направлены в процесс переработки. Газообразную синтетическую сырую нефть сначала охлаждали в теплообменниках, которые предварительно нагревали технологическую смесь, а затем в водоохладителях. В результате образуются тяжелые масла, средние масла, бензин и газ.
Общая реакция может быть обобщена следующим образом:
{\displaystyle n{\rm {C}}+(n-x+1){\rm {H}}_{2}\rightarrow {\rm {C}}_{n}{\rm {H}}_{2n-2x+2}}
Непосредственный продукт реактора должен быть стабилизирован путем пропускания его через каталитический процесс крекинга (гидрокрекинг). Часть оставшегося газа должна быть перекачена обратно в процесс в качестве рециркулируемого газа. Жидкая синтетическая сырая нефть имела высокий уровень нафтенов и ароматических соединений, низкий уровень парафинов и очень низкий уровень олефинов . После рафинирования различные фракции могут быть могут быть переданы на дальнейшую обработку ( крекинг, риформинг) и преобразованы в синтетическое топливо с желаемыми свойствами.
При прохождении через такой процесс, как платформинг, большинство нафтенов превращаются в ароматические углеводороды, и восстановленный водород рециркулирует в процессе.
В целом, приблизительно 97% поступающего углерода, поступающего непосредственно в процесс, можно преобразовать в синтетическое топливо. Однако любое количество углерода, используемого в производстве водорода, будет потеряно в виде диоксида углерода, что приведет к снижению общей эффективности использования углерода в процессе.
Существует остаток нереакционноспособных смоляных соединений, смешанных с углем и золой.  Чтобы свести к минимуму потери углерода в остаточном потоке, необходимо иметь низкую подачу золы в процесс. Обычно уголь должен иметь зольность <10%. Водород, необходимый для процесса, также может быть получен из остатка путем паровой конверсии. Типичная потребность в водороде составляет ~ 8 кг водорода на тонну сухого малозольного угля.  Продукт имеет три уровня: тяжелая нефть, средняя нефть, бензин. Средняя нефть гидрируется, чтобы получить больше бензина, а тяжелая нефть снова смешивается с углем, и процесс начинается снова.

## Процесс переработки
Остатки процесса гидрирования охлаждали до температуры ниже 200 ° С в водяном холодильнике. Затем давление снижали и остатки смешивали с дизельным топливом, полученным  после рафинирования, чтобы перекачать смесь в центрифугу . Из центрифуги получали густое масло с содержанием твердых веществ 2-12%. Густое масло перекачивали обратно в процесс приготовления, где оно использовалось для смешивания сырья в суспензию. Отходы от центрифугирования дожигали до кокса во вращающихся печах. 

## Использование
Во времена Третьего рейха в Германии был построен ряд предприятий по производству энергоносителей из угля, залежи которого в больших количествах находятся на территории страны. В основном производство базировалось на процессе Бергиуса, (для процесса Фишера—Тропша были выделены менее значительные мощности). До конца Второй мировой войны было реализовано в общем мощностей для производства до 4,275 миллионов тонн в год с помощью первого и до 1,55 млн т в год с помощью последнего процесса. Обе отрасли оказались неконкурентоспособными по сравнению с нефтедобывающей и были остановлены по окончании войны.